# London City Airport (Docklands Light Railway)
London City Airport è una stazione della Docklands Light Railway di Londra.
Serve l'aeroporto di Londra-City nell'est di Londra. Venne aperta il 2 dicembre 2005 e in un primo momento si trovava nella posizione occupata oggi dalla stazione King George V. Continua ad essere una stazione importante sulla linea DLR. I treni viaggiano verso ovest a Bank nella Città di Londra, verso nord a Stratford International e verso est a Woolwich Arsenal. La stazione si trova nel borgo londinese di Newham e nella Travelcard Zone 3.

## Storia
Prima del dicembre 2005, i treni della Docklands Light Railway arrivavano a Canning Town e potevano giungere soltanto a Royal Victoria, ma nel dicembre 2005, venne aperta la nuova diramazione per King George V.